# Mompha subbistrigella
The Garden Cosmet (Mompha subbistrigella) là một loài bướm đêm thuộc họ Momphidae. Nó được tìm thấy ở hầu hết châu Âu.
Sải cánh dài 7-11.5 mm. Con trưởng thành bay từ cuối hè to late spring.
The larvae feed withtrong seedpods of Epilobium montanum and occasionally on other Epilobium species.

## Hình ảnh

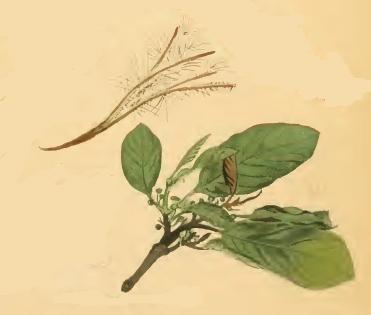
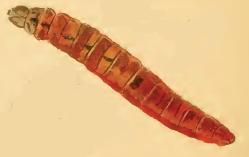
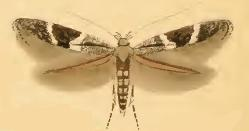
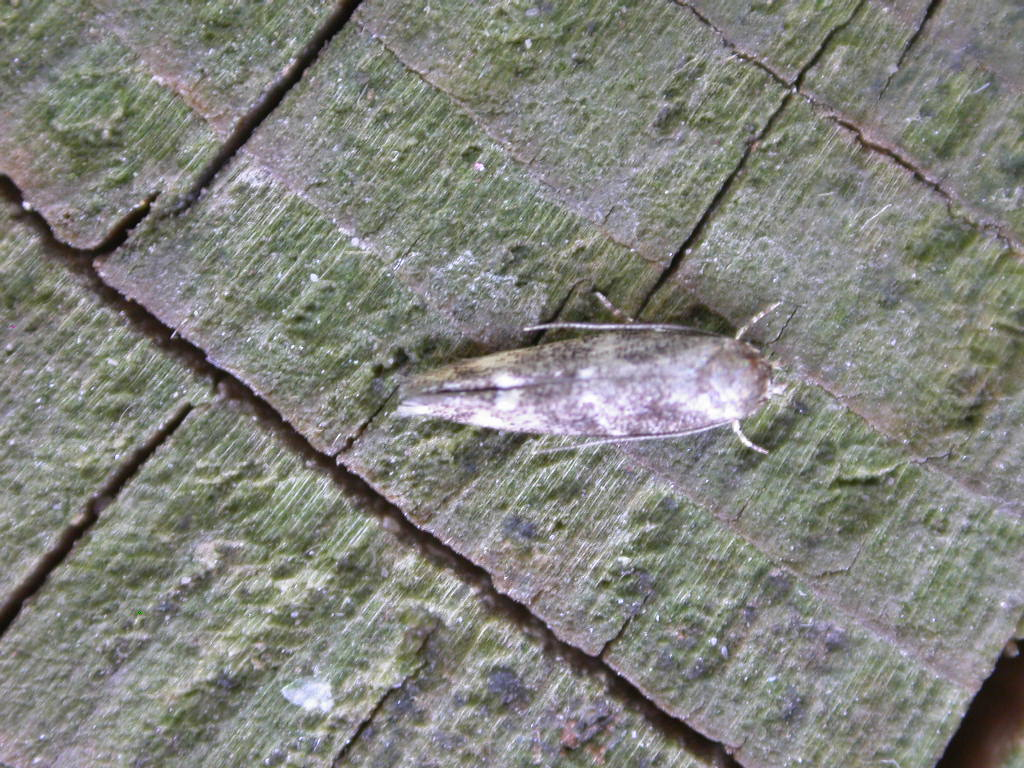